# Thaptomys nigrita
El ratón topo misionero (Thaptomys nigrita) es la única especie del género Thaptomys, un roedor terrestre e insectívoro de la familia Cricetidae. Habita en el centro-este del Cono Sur de Sudamérica.

## Taxonomía
Esta especie fue descrita originalmente en el año 1830 por el explorador, naturalista, médico y zoólogo alemán Martin Heinrich Carl Lichtenstein.
En el año 1916 el zoólogo británico Thomas le crea su propio género: Thaptomys.
Localidad tipo
La localidad tipo referida es: “Alrededores de Río de Janeiro, Estado de Río de Janeiro, Brasil”.

## Distribución geográfica y hábitat
Esta especie es endémica del centro-este de Sudamérica. Se distribuye en la provincia de Misiones del nordeste de la Argentina, sudeste del Brasil, Paraguay y Uruguay.

## Conservación
Es un roedor no común. Según la organización internacional dedicada a la conservación de los recursos naturales Unión Internacional para la Conservación de la Naturaleza (IUCN), al no poseer mayores peligros y vivir en muchas áreas protegidas, la clasificó como una especie bajo “preocupación menor” en su obra: Lista Roja de Especies Amenazadas.